# Ґрембкі
Ґрембкі (пол. Grębki) — село в Польщі, у гміні Вонсево Островського повіту Мазовецького воєводства.
Населення — 62 особи (2011).
У 1975-1998 роках село належало до Остроленцького воєводства.

## Демографія
Демографічна структура станом на 31 березня 2011 року:
|          | Загалом | Допрацездатний вік | Працездатний вік | Постпрацездатний вік |
| -------- | ------- | ------------------ | ---------------- | -------------------- |
| Чоловіки | 32      | 5                  | 25               | 2                    |
| Жінки    | 30      | 4                  | 17               | 9                    |
| Разом    | 62      | 9                  | 42               | 11                   |